# Katy B
Katy B (* 8. Mai 1989; eigentlich Kathleen Anne Brien) ist eine britische Singer-Songwriterin und Musikproduzentin.

## Leben

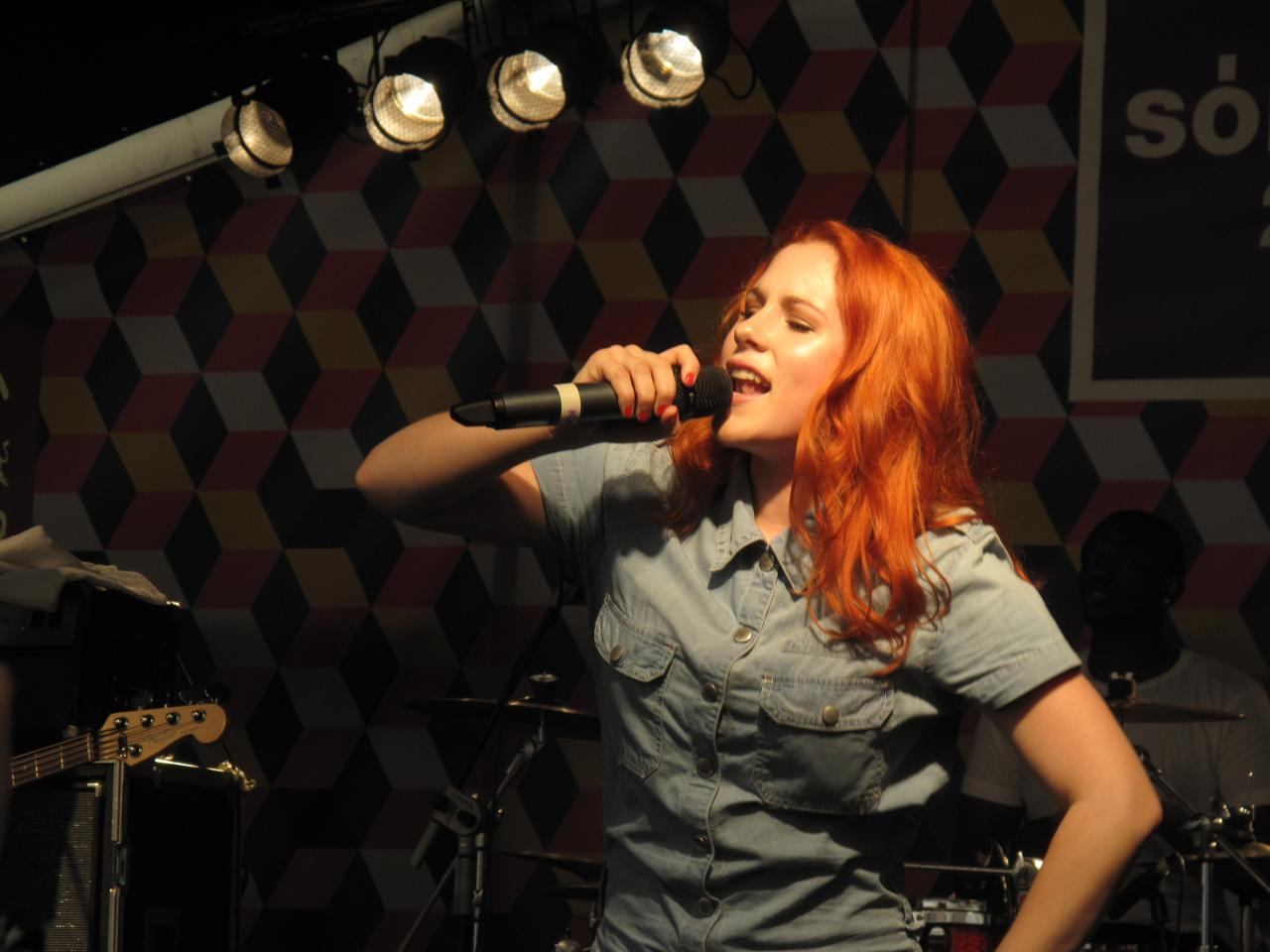
Katy B beim Sónar-Festival 2011

Kathleen Brien alias Katy B wuchs in Peckham auf, einem Stadtteil des London Borough of Southwark. Sie erhielt ihre musikalische Ausbildung an der berühmten BRIT School, wo sie etwa unter anderem mit dem britischen Dubstep-Nachwuchskünstler James Blake in einer Klasse saß. Ihren Abschluss machte sie in Popularmusik am Goldsmiths College.
2007 wirkte sie als ’Baby Katy’ an der Produktion Tell Me von DJ NG mit, die zunächst auf einem White Label, später bei Ministry of Sound erschien. Gemeinsam mit Geeneus entstand eine Coverversion des ursprünglich von Kevin Saunderson produzierten Songs Good Life. Auf seinem Plattenlabel Rinse erschien im August 2010 ihre Debütsingle Katy on a Mission. Außerdem ist sie auf dem Debütalbum des DJ-Duos The Count & Sinden (Mega Mega Mega, 2010) mit dem Song Hold Me. Der im Oktober 2010 erschienenen zweiten Singleveröffentlichung Perfect Stranger der Gruppe Magnetic Man lieh sie ebenfalls ihre Stimme (der Song erschien auf dem gleichnamigen Album Magnetic Man, wo sie außerdem auf dem Stück "Crossover" zu hören ist). Bevor schließlich ihr Album zur Veröffentlichung kam, erschien die zweite Single Lights On, eine Zusammenarbeit mit der Londoner Sängerin Ms. Dynamite. Ihr erstes Konzert in Deutschland gab sie auf dem Melt! Festival 2011.
Im November 2019 unterzeichnete Katy B gemeinsam mit 34 anderen Musikern einen Brief, in dem sie den Vorsitzenden der Labour-Partei, Jeremy Corbyn, bei den britischen Parlamentswahlen 2019 unterstützte. Der Brief rief zur Beendigung der Sparmaßnahmen auf.
Am 21. März 2023 veröffentlichte Katy B in Zusammenarbeit mit Kings of the Rollers die Single "Paradise". Die Single debütierte zehn Tage später auf Platz 93 der UK Singles Downloads Chart.

## Musik
Musikalisch bewegt sie sich in den Genres Hip-Hop, Dubstep, Drum and Bass, R&B, Funk, House und Garage. Sie tritt unter anderem auch mit der Hip-Hop-Band The Illersapiens auf. Ihr Debütalbum On a Mission wurde am 4. April 2012 veröffentlicht und erreichte den zweiten Platz der britischen Albumcharts. 2012 gewann sie einen NME Award in der Kategorie "Best Dancefloor Anthem" (beste Tanzflächenhymne) für ihr Lied Broken Record.
Sie war mitbeteiligt an Mark Ronsons Song Anywhere in the World, der als Song für die Olympischen Sommerspiele 2012 dient und zudem Elemente von Coca-Cola enthält.
Am 7. Dezember 2012 veröffentlichte sie die aus vier Titeln bestehende EP Danger zum kostenlosen Download auf ihrer Internetseite.
Am 5. Juli 2013 erschien auch in Deutschland ihre Single What Love Is Made Of. Am 4. März 2016 wurde in Deutschland das Album Honey veröffentlicht, das von der Zeitschrift Musikexpress zum Album der Woche gekürt wurde.

## Diskografie

### Alben
- 2011: On a Mission
- 2014: Little Red
- 2016: Honey

### EPs
- 2011: iTunes Festival: London 2011[14]
- 2012: Danger

### Singles
- 2008: Tell Me (DJ NG feat. Katy B & MC Versatile)
- 2008: Take Me with You (DJ Zinc feat. Katy B)
- 2008: I Try (Jelly Jams feat. Katy B)
- 2008: As I (Geeneus feat. Katy B)
- 2010: Good Life RMX (Geeneus feat. Katy B)
- 2010: Katy on a Mission
- 2010: Louder
- 2010: Perfect Stranger (Magnetic Man feat. Katy B)
- 2010: Crossover (Magnetic Man feat. Katy B)
- 2010: Lights On (feat. Ms. Dynamite)
- 2010: Fade Away (DJ Zinc & Makoto feat. Katy B)
- 2010: Open Your Eyes (Horsepower Productions feat. Katy B)
- 2011: Broken Record
- 2011: Easy Please Me
- 2011: Witches’ Brew
- 2012: Anywhere in the World (Mark Ronson & Katy B)
- 2013: What Love Is Made Of
- 2013: 5 AM
- 2014: Crying for No Reason
- 2014: Still
- 2015: Turn the Music Louder (Rumble) (KDA feat. Tinie Tempah & Katy B)
- 2016: Who Am I (Katy B x Craig David x Major Lazer)
- 2016: Freak like Me (Lee Walker & DJ Deeon feat. Katy B & MNEK)